# Résultats détaillés des championnats d'Europe d'athlétisme 2018
Résultats détaillés des Championnats d'Europe d'athlétisme 2018 à Berlin.
| Courses : 100 m - 200 m - 400 m - 800 m - 1 500 m - 5 000 m - 10 000 m - Marathon Obstacles : 100 m haies - 110 m haies - 400 m haies - 3 000 m steeple Marche : 20 km - 50 km Sauts : Hauteur - Longueur - Triple saut - Perche Lancers : Javelot - Disque - Poids - Marteau Relais : 4 × 100 m - 4 × 400 m Épreuves combinées : Décathlon - Heptathlon Légende - Liens externes |

## 100 m
| Rang | Pays        | Athlète           | Temps           |
| ---- | ----------- | ----------------- | --------------- |
| 1    | Royaume-Uni | Zharnel Hughes    | 9 s 95 (CR)     |
| 2    | Royaume-Uni | Reece Prescod     | 9 s 96 (=NU23R) |
| 3    | Turquie     | Jak Ali Harvey    | 10 s 01         |
| 4    | Royaume-Uni | Chijindu Ujah     | 10 s 06 (SB)    |
| 5    | Italie      | Filippo Tortu     | 10 s 08         |
| 6    | Pays-Bas    | Churandy Martina  | 10 s 16 (SB)    |
| 7    | Turquie     | Emre Zafer Barnes | 10 s 29         |
| DNS  | France      | Jimmy Vicaut      | -               |

| Rang | Pays        | Athlète                | Temps              |
| ---- | ----------- | ---------------------- | ------------------ |
| 1    | Royaume-Uni | Dina Asher-Smith       | 10 s 85 (=WL, NR)  |
| 2    | Allemagne   | Gina Lückenkemper      | 10 s 98 (=EU23R)   |
| 3    | Pays-Bas    | Dafne Schippers        | 10 s 99 (SB)       |
| 4    | Suisse      | Mujinga Kambundji      | 11 s 05            |
| 5    | Pays-Bas    | Jamile Samuel          | 11 s 14 (11 s 135) |
| 6    | Royaume-Uni | Imani-Lara Lansiquot   | 11 s 14 (11 s 139) |
| 7    | France      | Carolle Zahi           | 11 s 20            |
| 8    | France      | Orlann Ombissa-Dzangue | 11 s 29            |

## 200 m
| Rang | Pays        | Athlète                  | Temps                   |
| ---- | ----------- | ------------------------ | ----------------------- |
| 1    | Turquie     | Ramil Guliyev            | 19 s 76 (CR, NR)        |
| 2    | Royaume-Uni | Nethaneel Mitchell-Blake | 20 s 04 (20 s 032 / SB) |
| 3    | Suisse      | Alex Wilson              | 20 s 04 (20 s 038 / NR) |
| 4    | Espagne     | Bruno Hortelano          | 20 s 05                 |
| 5    | Royaume-Uni | Adam Gemili              | 20 s 10 (SB)            |
| 6    | Italie      | Eseosa Desalu            | 20 s 13 (PB)            |
| 7    | Irlande     | Leon Reid                | 20 s 37                 |
| 8    | Pays-Bas    | Solomon Bockarie         | 20 s 39 (SB)            |

| Rang | Pays        | Athlète            | Temps         |
| ---- | ----------- | ------------------ | ------------- |
| 1    | Royaume-Uni | Dina Asher-Smith   | 21 s 89 (WL)  |
| 2    | Pays-Bas    | Dafne Schippers    | 22 s 14 (SB)  |
| 3    | Pays-Bas    | Jamile Samuel      | 22 s 37 (=PB) |
| 4    | Suisse      | Mujinga Kambundji  | 22 s 45 (SB)  |
| 5    | Bulgarie    | Ivet Lalova-Collio | 22 s 82       |
| 6    | Royaume-Uni | Bianca Williams    | 22 s 88       |
| 7    | Royaume-Uni | Beth Dobbin        | 22 s 93       |
| 8    | Allemagne   | Laura Müller       | 23 s 08       |

## 400 m
| Rang | Pays        | Athlète              | Temps   |
| ---- | ----------- | -------------------- | ------- |
| 1    | Royaume-Uni | Matthew Hudson-Smith | 44 s 78 |
| 2    | Belgique    | Kévin Borlée         | 45 s 13 |
| 3    | Belgique    | Jonathan Borlée      | 45 s 19 |
| 4    | Pologne     | Karol Zalewski       | 45 s 34 |
| 5    | Slovénie    | Luka Janežič         | 45 s 43 |
| 6    | Espagne     | Óscar Husillos       | 45 s 61 |
| 7    | Portugal    | Ricardo dos Santos   | 45 s 78 |
| 8    | Norvège     | Karsten Warholm      | 46 s 68 |

| Rang | Pays        | Athlète                | Temps              |
| ---- | ----------- | ---------------------- | ------------------ |
| 1    | Pologne     | Justyna Święty-Ersetic | 50 s 41 (EL)       |
| 2    | Grèce       | María Belibasáki       | 50 s 45 (NR)       |
| 3    | Pays-Bas    | Lisanne de Witte       | 50 s 77 (NR)       |
| 4    | Royaume-Uni | Laviai Nielsen         | 51 s 21            |
| 5    | Pologne     | Iga Baumgart-Witan     | 51 s 24 (PB)       |
| 6    | Lituanie    | Agnė Šerkšnienė        | 51 s 42            |
| 7    | France      | Floria Gueï            | 51 s 57 (51 s 566) |
| 8    | Pays-Bas    | Madiea Ghafoor         | 51 s 57 (51 s 567) |

## 800 m
| Rang | Pays     | Athlète               | Temps               |
| ---- | -------- | --------------------- | ------------------- |
| 1    | Pologne  | Adam Kszczot          | 1 min 44 s 59 (SB)  |
| 2    | Suède    | Andreas Kramer        | 1 min 45 s 03 (=NR) |
| 3    | France   | Pierre-Ambroise Bosse | 1 min 45 s 30       |
| 4    | Pologne  | Michał Rozmys         | 1 min 45 s 32 (PB)  |
| 5    | Pologne  | Mateusz Borkowski     | 1 min 45 s 42 (PB)  |
| 6    | Danemark | Andreas Bube          | 1 min 45 s 92 (SB)  |
| 7    | Espagne  | Álvaro de Arriba      | 1 min 46 s 41       |
| 8    | Tchéquie | Lukáš Hodboď          | 1 min 46 s 60       |

| Rang | Pays        | Athlète               | Temps        |
| ---- | ----------- | --------------------- | ------------ |
| 1    | Ukraine     | Nataliya Pryshchepa   | 2 min 0 s 38 |
| 2    | France      | Renelle Lamote        | 2 min 0 s 62 |
| 3    | Ukraine     | Olha Lyakhova         | 2 min 0 s 79 |
| 4    | Royaume-Uni | Adelle Tracey         | 2 min 0 s 86 |
| 5    | Pologne     | Anna Sabat            | 2 min 1 s 26 |
| 6    | Royaume-Uni | Lynsey Sharp          | 2 min 1 s 83 |
| 7    | Suisse      | Selina Büchel         | 2 min 2 s 05 |
| 8    | Royaume-Uni | Shelayna Oskan-Clarke | 2 min 2 s 26 |

## 1 500 m
| Rang | Pays        | Athlète               | Temps         |
| ---- | ----------- | --------------------- | ------------- |
| 1    | Norvège     | Jakob Ingebrigtsen    | 3 min 38 s 10 |
| 2    | Pologne     | Marcin Lewandowski    | 3 min 38 s 14 |
| 3    | Royaume-Uni | Jake Wightman         | 3 min 38 s 25 |
| 4    | Norvège     | Henrik Ingebrigtsen   | 3 min 38 s 50 |
| 5    | Royaume-Uni | Charlie Da'Vall Grice | 3 min 38 s 65 |
| 6    | Lituanie    | Simas Bertašius       | 3 min 39 s 04 |
| 7    | Allemagne   | Timo Benitz           | 3 min 39 s 28 |
| 8    | Belgique    | Ismael Debjani        | 3 min 39 s 48 |

| Rang | Pays        | Athlète           | Temps             |
| ---- | ----------- | ----------------- | ----------------- |
| 1    | Royaume-Uni | Laura Muir        | 4 min 7 s 32      |
| 2    | Pologne     | Sofia Ennaoui     | 4 min 3 s 08      |
| 3    | Royaume-Uni | Laura Weightman   | 4 min 3 s 75      |
| 4    | Irlande     | Ciara Mageean     | 4 min 4 s 63      |
| 5    | Tchéquie    | Simona Vrzalová   | 4 min 6 s 47      |
| 6    | Portugal    | Marta Pen         | 4 min 6 s 54      |
| 7    | Suède       | Hanna Hermansson  | 4 min 7 s 16 (SB) |
| 8    | Biélorussie | Daryia Barysevich | 4 min 7 s 52      |

## 5 000 m
| Rang | Pays                       | Athlète             | Temps                  |
| ---- | -------------------------- | ------------------- | ---------------------- |
| 1    | Norvège                    | Jakob Ingebrigtsen  | 13 min 17 s 06 (EU20R) |
| 2    | Norvège                    | Henrik Ingebrigtsen | 13 min 18 s 75         |
| 3    | France                     | Morhad Amdouni      | 13 min 19 s 14 (SB)    |
| 4    | Italie                     | Yemaneberhan Crippa | 13 min 19 s 85         |
| 5    | Royaume-Uni                | Marc Scott          | 13 min 23 s 14 (SB)    |
| 6    | Turquie                    | Polat Kemboi Arıkan | 13 min 23 s 42 (SB)    |
| 7    | Athlètes neutres autorisés | Rinas Akhmadiyev    | 13 min 24 s 43         |
| 8    | Suisse                     | Julien Wanders      | 13 min 24 s 79         |

| Rang | Pays        | Athlète                 | Temps               |
| ---- | ----------- | ----------------------- | ------------------- |
| 1    | Pays-Bas    | Sifan Hassan            | 14 min 46 s 12 (CR) |
| 2    | Royaume-Uni | Eilish McColgan         | 14 min 53 s 05      |
| 3    | Turquie     | Yasemin Can             | 14 min 57 s 63 (SB) |
| 4    | Allemagne   | Konstanze Klosterhalfen | 15 min 3 s 73 (SB)  |
| 5    | Royaume-Uni | Melissa Courtney        | 15 min 4 s 75 (PB)  |
| 6    | Pays-Bas    | Susan Krumins           | 15 min 9 s 65 (SB)  |
| 7    | Roumanie    | Ancuța Bobocel          | 15 min 16 s 13 (PB) |
| 8    | Pays-Bas    | Maureen Koster          | 15 min 21 s 64      |

## 10 000 m
| Rang | Pays        | Athlète             | Temps          |
| ---- | ----------- | ------------------- | -------------- |
| 1    | France      | Morhad Amdouni      | 28 min 11 s 22 |
| 2    | Belgique    | Bashir Abdi         | 28 min 11 s 76 |
| 3    | Italie      | Yemaneberhan Crippa | 28 min 12 s 15 |
| 4    | Espagne     | Adel Mechaal        | 28 min 13 s 78 |
| 5    | Royaume-Uni | Andy Vernon         | 28 min 16 s 90 |
| 6    | Belgique    | Soufiane Bouchikhi  | 28 min 19 s 04 |
| 7    | Suisse      | Julien Wanders      | 28 min 22 s 02 |
| 8    | France      | Florian Carvalho    | 28 min 29 s 78 |

| Rang | Pays        | Athlète                | Temps               |
| ---- | ----------- | ---------------------- | ------------------- |
| 1    | Israël      | Lonah Chemtai Salpeter | 31 min 43 s 29      |
| 2    | Pays-Bas    | Susan Krumins          | 31 min 52 s 55      |
| 3    | Suède       | Meraf Bahta            | 32 min 19 s 34      |
| 4    | Allemagne   | Alina Reh              | 32 min 28 s 48      |
| 5    | Turquie     | Yasemin Can            | 32 min 34 s 34      |
| 6    | Royaume-Uni | Alice Wright           | 32 min 36 s 45      |
| 7    | Suède       | Charlotta Fougberg     | 32 min 43 s 04 (PB) |
| 8    | Biélorussie | Sviatlana Kudzelich    | 32 min 46 s 34      |

## Marathon
| Rang | Pays     | Athlète         | Temps                |
| ---- | -------- | --------------- | -------------------- |
| 1    | Belgique | Koen Naert      | 2 h 9 min 51 s (CR)  |
| 2    | Suisse   | Tadesse Abraham | 2 h 11 min 24 s      |
| 3    | Italie   | Yassine Rachik  | 2 h 12 min 9 s (PB)  |
| 4    | Espagne  | Javier Guerra   | 2 h 12 min 22 s      |
| 5    | Italie   | Eyob Faniel     | 2 h 12 min 43 s      |
| 6    | Espagne  | Jesús España    | 2 h 12 min 58 s (SB) |
| 7    | Israël   | Maru Teferi     | 2 h 13 min 0 s (NR)  |
| 8    | Autriche | Lemawork Ketema | 2 h 13 min 22 s (PB) |

| Rang | Pays        | Athlète               | Temps                |
| ---- | ----------- | --------------------- | -------------------- |
| 1    | Biélorussie | Volha Mazuronak       | 2 h 26 min 22 s      |
| 2    | France      | Clémence Calvin       | 2 h 26 min 28 s      |
| 3    | Tchéquie    | Eva Vrabcová-Nývltová | 2 h 26 min 31 s (NR) |
| 4    | Biélorussie | Maryna Damantsevich   | 2 h 27 min 44 s (PB) |
| 5    | Biélorussie | Nastassia Ivanova     | 2 h 27 min 49 s (SB) |
| 6    | Italie      | Sara Dossena          | 2 h 27 min 53 s (PB) |
| 7    | Suisse      | Martina Strähl        | 2 h 28 min 7 s (PB)  |
| 8    | Italie      | Catherine Bertone     | 2 h 30 min 6 s       |

## 20 km marche
| Rang | Pays                       | Athlète              | Temps                |
| ---- | -------------------------- | -------------------- | -------------------- |
| 1    | Espagne                    | Álvaro Martín        | 1 h 20 min 42 s (SB) |
| 2    | Espagne                    | Diego García Carrera | 1 h 20 min 48 s      |
| 3    | Athlètes neutres autorisés | Vasiliy Mizinov      | 1 h 20 min 50 s      |
| 4    | Italie                     | Massimo Stano        | 1 h 20 min 51 s (PB) |
| 5    | Allemagne                  | Nils Brembach        | 1 h 21 min 25 s (SB) |
| 6    | Espagne                    | Miguel Ángel López   | 1 h 21 min 27 s      |
| 7    | Royaume-Uni                | Tom Bosworth         | 1 h 21 min 31 s      |
| 8    | Allemagne                  | Hagen Pohle          | 1 h 21 min 35 s (SB) |

| Rang | Pays     | Athlète                    | Temps                  |
| ---- | -------- | -------------------------- | ---------------------- |
| 1    | Espagne  | María Pérez                | 1 h 26 min 36 s (CR)   |
| 2    | Tchéquie | Anežka Drahotová           | 1 h 27 min 3 s (SB)    |
| 3    | Italie   | Antonella Palmisano        | 1 h 27 min 30 s (SB)   |
| 4    | Lituanie | Brigita Virbalytė-Dimšienė | 1 h 27 min 59 s (NR)   |
| 5    | Lituanie | Živilė Vaiciukevičiūtė     | 1 h 28 min 7 s (NU23R) |
| 6    | Espagne  | Laura García-Caro          | 1 h 28 min 15 s (PB)   |
| 7    | Ukraine  | Inna Kashyna               | 1 h 29 min 16 s        |
| 8    | Portugal | Ana Cabecinha              | 1 h 29 min 49 s        |

## 50 km marche
| Rang | Pays        | Athlète             | Temps                |
| ---- | ----------- | ------------------- | -------------------- |
| 1    | Ukraine     | Maryan Zakalnytskyy | 3 h 46 min 32 s      |
| 2    | Slovénie    | Matej Tóth          | 3 h 47 min 27 s      |
| 3    | Biélorussie | Dzmitry Dziubin     | 3 h 47 min 59 s (PB) |
| 4    | Norvège     | Håvard Haukenes     | 3 h 48 min 35 s      |
| 5    | Allemagne   | Carl Dohmann        | 3 h 50 min 27 s (SB) |
| 6    | Pologne     | Rafał Augustyn      | 3 h 51 min 37 s      |
| 7    | Pologne     | Rafał Sikora        | 3 h 52 min 56 s      |
| 8    | Allemagne   | Nathaniel Seiler    | 3 h 54 min 8 s (PB)  |

| Rang | Pays     | Athlète              | Temps                |
| ---- | -------- | -------------------- | -------------------- |
| 1    | Portugal | Inês Henriques       | 4 h 9 min 21 s (CR)  |
| 2    | Ukraine  | Alina Tsviliy        | 4 h 12 min 44 s (NR) |
| 3    | Espagne  | Júlia Takács         | 4 h 15 min 22 s      |
| 4    | Ukraine  | Khrystyna Yudkina    | 4 h 20 min 46 s (PB) |
| 5    | Ukraine  | Vasylyna Vitovshchyk | 4 h 23 min 15 s (PB) |
| 6    | Slovénie | Mária Czaková        | 4 h 24 min 59 s      |
| 7    | Espagne  | Ainhoa Pinedo        | 4 h 27 min 3 s       |
| 8    | Espagne  | Mar Juárez           | 4 h 28 min 58 s (PB) |

## 110 m haies/100 m haies
| Rang | Pays                       | Athlète                 | Temps                   |
| ---- | -------------------------- | ----------------------- | ----------------------- |
| 1    | France                     | Pascal Martinot-Lagarde | 13 s 17 (13 s 163 / SB) |
| 2    | Athlètes neutres autorisés | Sergueï Choubenkov      | 13 s 17 (13 s 165)      |
| 3    | Espagne                    | Orlando Ortega          | 13 s 34                 |
| 4    | Pologne                    | Damian Czykier          | 13 s 38                 |
| 5    | Allemagne                  | Gregor Traber           | 13 s 46                 |
| 6    | Royaume-Uni                | Andy Pozzi              | 13 s 48                 |
| 7    | France                     | Aurel Manga             | 13 s 51                 |
| 8    | Hongrie                    | Balázs Baji             | 13 s 55                 |

| Rang | Pays        | Athlète           | Temps        |
| ---- | ----------- | ----------------- | ------------ |
| 1    | Biélorussie | Elvira Herman     | 12 s 67      |
| 2    | Allemagne   | Pamela Dutkiewicz | 12 s 72      |
| 3    | Allemagne   | Cindy Roleder     | 12 s 77 (SB) |
| 4    | Pays-Bas    | Nadine Visser     | 12 s 88      |
| 5    | Allemagne   | Ricarda Lobe      | 13 s 00      |
| 6    | Pologne     | Karolina Koleczek | 13 s 11      |
| DSQ  | France      | Solène Ndama      | -            |
| DSQ  | Biélorussie | Alina Talay       | -            |

## 400 m haies
| Rang | Pays                       | Athlète          | Temps               |
| ---- | -------------------------- | ---------------- | ------------------- |
| 1    | Norvège                    | Karsten Warholm  | 47 s 64 (EU23R, NR) |
| 2    | Turquie                    | Yasmani Copello  | 47 s 81 (NR)        |
| 3    | Irlande                    | Thomas Barr      | 48 s 31 (SB)        |
| 4    | France                     | Ludvy Vaillant   | 48 s 42 (PB)        |
| 5    | Pologne                    | Patryk Dobek     | 48 s 59 (SB)        |
| 6    | Estonie                    | Rasmus Mägi      | 48 s 75 (SB)        |
| 7    | Espagne                    | Sérgio Fernández | 48 s 98 (SB)        |
| 8    | Athlètes neutres autorisés | Timofey Chalyy   | 49 s 41             |

| Rang | Pays                       | Athlète            | Temps        |
| ---- | -------------------------- | ------------------ | ------------ |
| 1    | Suisse                     | Lea Sprunger       | 54 s 33 (EL) |
| 2    | Ukraine                    | Anna Ryzhykova     | 54 s 51 (SB) |
| 3    | Royaume-Uni                | Meghan Beesley     | 55 s 31      |
| 4    | Belgique                   | Hanne Claes        | 55 s 75      |
| 5    | Italie                     | Yadisleidy Pedroso | 55 s 80      |
| 6    | Athlètes neutres autorisés | Vera Rudakova      | 55 s 89      |
| 7    | Ukraine                    | Viktoriya Tkachuk  | 56 s 15      |
| 8    | Royaume-Uni                | Eilidh Doyle       | 56 s 23      |

## 3 000 m steeple
| Rang | Pays        | Athlète                     | Temps         |
| ---- | ----------- | --------------------------- | ------------- |
| 1    | France      | Mahiedine Mekhissi-Benabbad | 8 min 31 s 66 |
| 2    | Espagne     | Fernando Carro              | 8 min 34 s 16 |
| 3    | Italie      | Yohanes Chiappinelli        | 8 min 35 s 81 |
| 4    | France      | Yoann Kowal                 | 8 min 36 s 77 |
| 5    | Royaume-Uni | Zak Seddon                  | 8 min 37 s 28 |
| 6    | Espagne     | Daniel Arce                 | 8 min 38 s 12 |
| 7    | Pologne     | Krystian Zalewski           | 8 min 38 s 59 |
| 8    | Finlande    | Topi Raitanen               | 8 min 40 s 11 |

| Rang | Pays      | Athlète                   | Temps              |
| ---- | --------- | ------------------------- | ------------------ |
| 1    | Allemagne | Gesa-Felicitas Krause     | 9 min 19 s 80 (SB) |
| 2    | Suisse    | Fabienne Schlumpf         | 9 min 22 s 29 (SB) |
| 3    | Norvège   | Karoline Bjerkeli Grøvdal | 9 min 24 s 46 (SB) |
| 4    | Albanie   | Luiza Gega                | 9 min 24 s 78      |
| 5    | Israël    | Adva Cohen                | 9 min 29 s 74 (NR) |
| 6    | Allemagne | Elena Burkard             | 9 min 29 s 76 (PB) |
| 7    | Danemark  | Anna-Emilie Møller        | 9 min 31 s 66 (NR) |
| 8    | Espagne   | Irène Sánchez             | 9 min 31 s 84 (PB) |

## Relais 4 × 100 m
| Rang | Pays        | Athlètes                                                           | Temps        |
| ---- | ----------- | ------------------------------------------------------------------ | ------------ |
| 1    | Royaume-Uni | CJ Ujah Zharnel Hughes Adam Gemili Harry Aikines-Aryeetey          | 37 s 80      |
| 2    | Turquie     | Emre Zafer Barnes Jak Ali Harvey Yiğitcan Hekimoğlu Ramil Guliyev  | 37 s 98 (NR) |
| 3    | Pays-Bas    | Christopher Garia Churandy Martina Hensley Paulina Taymir Burnet   | 38 s 03 (NR) |
| 4    | France      | Méba-Mickaël Zézé Marvin René Stuart Dutamby Mouhamadou Fall       | 38 s 51 (SB) |
| 5    | Ukraine     | Oleksandr Sokolov Emil Ibrahimov Volodymyr Suprun Serhiy Smelyk    | 38 s 71 (SB) |
| 6    | Finlande    | Eetu Rantala Otto Ahlfors Oskari Lehtonen Samuel Purola            | 38 s 92 (NR) |
| 7    | Portugal    | José Pedro Lopes Diogo Antunes Frederico Curvelo Carlos Nascimento | 39 s 07 (SB) |
| DNS  | Tchéquie    | Zdeněk Stromšík Jan Veleba Jan Jirka Pavel Maslák                  | -            |

| Rang | Pays        | Athlète                                                           | Temps        |
| ---- | ----------- | ----------------------------------------------------------------- | ------------ |
| 1    | Royaume-Uni | Asha Philip Imani-Lara Lansiquot Bianca Williams Dina Asher-Smith | 41 s 88 (WL) |
| 2    | Pays-Bas    | Dafne Schippers Marije van Hunenstijn Jamile Samuel Naomi Sedney  | 42 s 15 (SB) |
| 3    | Allemagne   | Lisa-Marie Kwayie Gina Lückenkemper Tatjana Pinto Rebekka Haase   | 42 s 23 (SB) |
| 4    | Suisse      | Ajla Del Ponte Sarah Atcho Mujinga Kambundji Salomé Kora          | 42 s 30      |
| 5    | France      | Orlann Ombissa-Dzangue Stella Akakpo Jennifer Galais Carolle Zahi | 43 s 10      |
| 6    | Pologne     | Kamila Ciba Anna Kiełbasińska Martyna Kotwiła Ewa Swoboda         | 43 s 34      |
| 7    | Italie      | Johanelis Herrera Abreu Gloria Hooper Irene Siragusa Audrey Alloh | 43 s 42 (SB) |
| 8    | Espagne     | Maria Isabel Pérez Estela García Paula Sevilla Cristina Lara      | 43 s 54      |

## Relais 4 × 400 m
| Rang | Pays        | Athlètes                                                         | Temps              |
| ---- | ----------- | ---------------------------------------------------------------- | ------------------ |
| 1    | Belgique    | Dylan Borlée Jonathan Borlée Jonathan Sacoor Kevin Borlée        | 2 min 59 s 47 (EL) |
| 2    | Royaume-Uni | Rabah Yousif Dwayne Cowan Matthew Hudson-Smith Martyn Rooney     | 3 min 0 s 36 (SB)  |
| 3    | Espagne     | Óscar Husillos Lucas Búa Samuel García Bruno Hortelano           | 3 min 0 s 78 (SB)  |
| 4    | France      | Ludvy Vaillant Mamoudou Hanne Teddy Atine-Venel Thomas Jordier   | 3 min 2 s 08       |
| 5    | Pologne     | Karol Zalewski Rafal Omelko Lukasz Krawczuk Kajetan Duszynski    | 3 min 2 s 27       |
| 6    | Italie      | Edoardo Scotti Michele Tricca Davide Re Matteo Galvan            | 3 min 2 s 34       |
| 7    | Tchéquie    | Jan Tesař Pavel Maslák Patrik Šorm Filip Šnejdr                  | 3 min 3 s 00       |
| 8    | Allemagne   | Patrick Schneider Torben Junker Fabian Dammermann Johannes Trefz | 3 min 4 s 69       |

| Rang | Pays        | Athlète                                                                                   | Temps              |
| ---- | ----------- | ----------------------------------------------------------------------------------------- | ------------------ |
| 1    | Pologne     | Małgorzata Hołub-Kowalik Iga Baumgart-Witan Patrycja Wyciszkiewicz Justyna Święty-Ersetic | 3 min 26 s 59      |
| 2    | France      | Elea-Mariama Diarra Deborah Sananes Agnes Raharolahy Floria Gueï                          | 3 min 27 s 17      |
| 3    | Royaume-Uni | Zoey Clark Anyika Onuora Amy Allcock Eilidh Doyle                                         | 3 min 27 s 40      |
| 4    | Belgique    | Cynthia Bolingo Hanne Claes Justien Grillet Camille Laus                                  | 3 min 27 s 69 (NR) |
| 5    | Italie      | Maria Benedicta Chigbolu Ayomide Folorunso Raphaela Lukudo Libania Grenot                 | 3 min 28 s 62      |
| 6    | Allemagne   | Nadine Gonska Laura Müller Karolina Pahlitzsch Hannah Mergenthaler                        | 3 min 30 s 33 (SB) |
| 7    | Roumanie    | Andrea Miklós Cristina Daniela Balan Sanda Belgyan Bianca Razor                           | 3 min 32 s 15      |
| 8    | Slovaquie   | Emma Zapletalová Iveta Putalová Daniela Ledecká Alexandra Bezeková                        | 3 min 32 s 22      |

## Saut en hauteur
| Rang | Pays                       | Athlète                | Marque       |
| ---- | -------------------------- | ---------------------- | ------------ |
| 1    | Allemagne                  | Mateusz Przybylko      | 2,35 m (=PB) |
| 2    | Biélorussie                | Maksim Nedasekau       | 2,33 m (=PB) |
| 3    | Athlètes neutres autorisés | Ilya Ivanyuk           | 2,31 m (PB)  |
| 4    | Italie                     | Gianmarco Tamberi      | 2,28 m (SB)  |
| 5    | Turquie                    | Alperen Acet           | 2,24 m       |
| 6    | Ukraine                    | Andriy Protsenko       | 2,24 m       |
| 7    | Pologne                    | Sylwester Bednarek     | 2,24 m       |
| 8    | Pays-Bas Allemagne         | Douwe Amels Eike Onnen | 2,19 m       |

| Rang | Pays                       | Athlète                    | Marque       |
| ---- | -------------------------- | -------------------------- | ------------ |
| 1    | Athlètes neutres autorisés | Mariya Lasitskene          | 2,00 m       |
| 2    | Hongrie                    | Mirela Demireva            | 2,00 m (=PB) |
| 3    | Allemagne                  | Marie-Laurence Jungfleisch | 1,96 m (=SB) |
| 4    | Lituanie                   | Airinė Palšytė             | 1,96 m (SB)  |
| 5    | Ukraine                    | Kateryna Tabashnyk         | 1,94 m       |
| 6    | Tchéquie                   | Michaela Hrubá             | 1,91 m (SB)  |
| 7    | Royaume-Uni                | Morgan Lake                | 1,91 m       |
| 8    | Italie                     | Alessia Trost              | 1,91 m (SB)  |

## Saut en longueur
| Rang | Pays        | Athlète                 | Marque         |
| ---- | ----------- | ----------------------- | -------------- |
| 1    | Grèce       | Miltiádis Tedóglou      | 8,25 m (SB)    |
| 2    | Allemagne   | Fabian Heinle           | 8,13 m (SB)    |
| 3    | Ukraine     | Serhiy Nykyforov        | 8,13 m         |
| 4    | Suède       | Thobias Nilsson Montler | 8,10 m (NU23R) |
| 5    | Pologne     | Tomasz Jaszczuk         | 8,08 m         |
| 6    | Royaume-Uni | Dan Bramble             | 7,90 m         |
| 7    | Suède       | Michel Tornéus          | 7,86 m         |
| 8    | France      | Guillaume Victorin      | 7,84 m         |

| Rang | Pays        | Athlète                     | Marque      |
| ---- | ----------- | --------------------------- | ----------- |
| 1    | Allemagne   | Malaika Mihambo             | 6,75 m      |
| 2    | Ukraine     | Maryna Bekh                 | 6,73 m (SB) |
| 3    | Royaume-Uni | Shara Proctor               | 6,70 m      |
| 4    | Royaume-Uni | Jazmin Sawyers              | 6,67 m      |
| 5    | Biélorussie | Nastassia Mironchyk-Ivanova | 6,58 m      |
| 6    | Estonie     | Ksenija Balta               | 6,49 m      |
| 7    | Suède       | Khaddi Sagnia               | 6,47 m      |
| 8    | Portugal    | Evelise Veiga               | 6,47 m      |

## Saut à la perche
| Rang | Pays                       | Athlète                | Marque                     |
| ---- | -------------------------- | ---------------------- | -------------------------- |
| 1    | Suède                      | Armand Duplantis       | 6,05 m (WL, CR, WU20R, NR) |
| 2    | Athlètes neutres autorisés | Timur Morgunov         | 6,00 m (PB)                |
| 3    | France                     | Renaud Lavillenie      | 5,95 m (=SB)               |
| 4    | Pologne                    | Piotr Lisek            | 5,90 m (PB)                |
| 5    | Pologne                    | Paweł Wojciechowski    | 5,80 m                     |
| 6    | Grèce                      | Konstadínos Filippídis | 5,75 m (SB)                |
| 6    | Norvège                    | Sondre Guttormsen      | 5,75 m (NR)                |
| 8    | France                     | Axel Chapelle          | 5,65 m                     |

| Rang | Pays                       | Athlète                | Marque          |
| ---- | -------------------------- | ---------------------- | --------------- |
| 1    | Grèce                      | Ekateríni Stefanídi    | 4,85 m (CR, SB) |
| 2    | Grèce                      | Nikoléta Kiriakopoúlou | 4,80 m (SB)     |
| 3    | Royaume-Uni                | Holly Bradshaw         | 4,75 m          |
| 4    | Athlètes neutres autorisés | Anzhelika Sidorova     | 4,70 m          |
| 5    | France                     | Ninon Guillon-Romarin  | 4,65 m          |
| 6    | Suède                      | Angelica Bengtsson     | 4,65 m          |
| 7    | Biélorussie                | Iryna Zhuk             | 4,55 m          |
| 8    | Ukraine                    | Maryna Kylypko         | 4,45 m          |

## Triple saut
| Rang | Pays        | Athlète              | Marque       |
| ---- | ----------- | -------------------- | ------------ |
| 1    | Portugal    | Nelson Évora         | 17,10 m (SB) |
| 2    | Azerbaïdjan | Alexis Copello       | 16,93 m      |
| 3    | Grèce       | Dimítrios Tsiámis    | 16,78 m (SB) |
| 4    | Azerbaïdjan | Nazim Babayev        | 16,76 m      |
| 5    | Espagne     | Pablo Torrijos       | 16,74 m      |
| 6    | Royaume-Uni | Nathan Douglas       | 16,71 m (SB) |
| 7    | France      | Jean-Marc Pontvianne | 16,61 m      |
| 8    | Slovaquie   | Tomáš Veszelka       | 16,48 m      |

| Rang | Pays      | Athlète               | Marque        |
| ---- | --------- | --------------------- | ------------- |
| 1    | Grèce     | Paraskeví Papahrístou | 14,60 m (=SB) |
| 2    | Allemagne | Kristin Gierisch      | 14,45 m (PB)  |
| 3    | Espagne   | Ana Peleteiro         | 14,44 m       |
| 4    | Roumanie  | Elena Panțuroiu       | 14,38 m       |
| 5    | Israël    | Hanna Minenko         | 14,37 m       |
| 6    | Bulgarie  | Gabriela Petrova      | 14,26 m       |
| 7    | France    | Jeanine Assani-Issouf | 14,12 m       |
| 8    | France    | Rouguy Diallo         | 14,08 m       |

## Lancer du javelot
| Rang | Pays      | Athlète          | Marque       |
| ---- | --------- | ---------------- | ------------ |
| 1    | Allemagne | Thomas Röhler    | 89,47 m      |
| 2    | Allemagne | Andreas Hofmann  | 87,60 m      |
| 3    | Estonie   | Magnus Kirt      | 85,96 m      |
| 4    | Pologne   | Marcin Krukowski | 84,55 m (SB) |
| 5    | Allemagne | Johannes Vetter  | 83,27 m      |
| 6    | Finlande  | Antti Ruuskanen  | 81,70 m      |
| 7    | Roumanie  | Andrian Mardare  | 81,54 m      |
| 8    | Tchéquie  | Jakub Vadlejch   | 80,64 m      |

| Rang | Pays        | Athlète              | Marque       |
| ---- | ----------- | -------------------- | ------------ |
| 1    | Allemagne   | Christin Hussong     | 67,90 m (CR) |
| 2    | Tchéquie    | Nikola Ogrodníková   | 61,85 m      |
| 3    | Lituanie    | Liveta Jasiūnaitė    | 61,59 m      |
| 4    | Slovénie    | Martina Ratej        | 61,41 m      |
| 5    | Biélorussie | Tatsiana Khaladovich | 60,92 m      |
| 6    | France      | Alexie Alaïs         | 60,01 m      |
| 7    | Tchéquie    | Irena Šedivá         | 59,76 m      |
| 8    | Norvège     | Sigrid Borge         | 59,60 m      |

## Lancer du disque
| Rang | Pays      | Athlète             | Marque       |
| ---- | --------- | ------------------- | ------------ |
| 1    | Lituanie  | Andrius Gudžius     | 68,46 m      |
| 2    | Suède     | Daniel Ståhl        | 68,23 m      |
| 3    | Autriche  | Lukas Weißhaidinger | 65,14 m      |
| 4    | Suède     | Simon Pettersson    | 64,55 m      |
| 5    | Estonie   | Gerd Kanter         | 64,34 m      |
| 6    | Allemagne | Robert Harting      | 64,33 m      |
| 7    | Roumanie  | Alin Firfirică      | 63,73 m      |
| 8    | Chypre    | Apóstolos Paréllis  | 63,62 m (SB) |

| Rang | Pays      | Athlète             | Marque    |
| ---- | --------- | ------------------- | --------- |
| 1    | Croatie   | Sandra Perković     | 67,62 m   |
| 2    | Allemagne | Nadine Müller       | 63 m (SB) |
| 3    | Allemagne | Shanice Craft       | 62,46 m   |
| 4    | Allemagne | Claudine Vita       | 61,25 m   |
| 5    | Italie    | Daisy Osakue        | 59,32 m   |
| 6    | Serbie    | Dragana Tomašević   | 58,94 m   |
| 7    | Portugal  | Liliana Cá          | 58,91 m   |
| 8    | Moldavie  | Alexandra Emilianov | 58,10 m   |

## Lancer du poids
| Rang | Pays                       | Athlète           | Marque          |
| ---- | -------------------------- | ----------------- | --------------- |
| 1    | Pologne                    | Michał Haratyk    | 21,72 m         |
| 2    | Pologne                    | Konrad Bukowiecki | 21,66 m (NU23R) |
| 3    | Allemagne                  | David Storl       | 21,41 m         |
| 4    | Tchéquie                   | Tomáš Stanek      | 21,16 m         |
| 5    | Athlètes neutres autorisés | Aleksandr Lesnoy  | 21,04 m         |
| 6    | Luxembourg                 | Bob Bertemes      | 21,00 m (NR)    |
| 7    | Croatie                    | Stipe Žunić       | 20,73 m         |
| 8    | Athlètes neutres autorisés | Maksim Afonin     | 20,68 m         |

| Rang | Pays        | Athlète              | Marque          |
| ---- | ----------- | -------------------- | --------------- |
| 1    | Pologne     | Paulina Guba         | 19,33 m         |
| 2    | Allemagne   | Christina Schwanitz  | 19,19 m         |
| 3    | Biélorussie | Aliona Dubitskaya    | 18,81 m         |
| 4    | Pologne     | Klaudia Kardasz      | 18,48 m (NU23R) |
| 5    | Allemagne   | Sara Gambetta        | 18,13 m (SB)    |
| 6    | Bulgarie    | Radoslava Mavrodieva | 18,03 m         |
| 7    | Royaume-Uni | Sophie McKinna       | 17,69 m         |
| 8    | Biélorussie | Viktoriya Kolb       | 17,50 m         |

## Lancer du marteau
| Rang | Pays        | Athlète          | Marque       |
| ---- | ----------- | ---------------- | ------------ |
| 1    | Pologne     | Wojciech Nowicki | 80,12 m      |
| 2    | Pologne     | Paweł Fajdek     | 78,69 m      |
| 3    | Hongrie     | Bence Halász     | 77,36 m      |
| 4    | Biélorussie | Pavel Bareisha   | 77,02 m      |
| 5    | Norvège     | Eivind Henriksen | 76,86 m (NR) |
| 6    | Biélorussie | Ivan Tikhon      | 75,79 m (SB) |
| 7    | Ukraine     | Hlib Piskunov    | 74,62 m      |
| 8    | Roumanie    | Serghei Marghiev | 74,47 m      |

| Rang | Pays        | Athlète             | Marque       |
| ---- | ----------- | ------------------- | ------------ |
| 1    | Pologne     | Anita Włodarczyk    | 78,94 m (CR) |
| 2    | France      | Alexandra Tavernier | 74,78 m (NR) |
| 3    | Pologne     | Joanna Fiodorow     | 74,00 m      |
| 4    | Pologne     | Malwina Kopron      | 72,20 m      |
| 5    | Azerbaïdjan | Hanna Skydan        | 72,10 m      |
| 6    | Moldavie    | Zalina Petrivskaya  | 71,80 m      |
| 7    | Allemagne   | Kathrin Klaas       | 71,50 m (SB) |
| 8    | Royaume-Uni | Sophie Hitchon      | 70,52 m      |

## Décathlon/Heptathlon
| Rang | Pays                       | Athlète         | Points         |
| ---- | -------------------------- | --------------- | -------------- |
| 1    | Allemagne                  | Arthur Abele    | 8 431 pts      |
| 2    | Athlètes neutres autorisés | Ilya Shkurenyov | 8 321 pts (SB) |
| 3    | Biélorussie                | Vital Zhuk      | 8 290 pts (PB) |
| 4    | Allemagne                  | Niklas Kaul     | 8 220 pts (PB) |
| 5    | Royaume-Uni                | Tim Duckworth   | 8 160 pts      |
| 6    | Norvège                    | Martin Roe      | 8 131 pts      |
| 7    | Pays-Bas                   | Pieter Braun    | 8 105 pts      |
| 8    | Tchéquie                   | Jan Doležal     | 8 067 pts (PB) |

| Rang | Pays        | Athlète                   | Points         |
| ---- | ----------- | ------------------------- | -------------- |
| 1    | Belgique    | Nafissatou Thiam          | 6 816 pts (WL) |
| 2    | Royaume-Uni | Katarina Johnson-Thompson | 6 759 pts (PB) |
| 3    | Allemagne   | Carolin Schäfer           | 6 602 pts (SB) |
| 4    | Autriche    | Ivona Dadic               | 6 552 pts (NR) |
| 5    | Pays-Bas    | Anouk Vetter              | 6 414 pts      |
| 6    | Tchéquie    | Katerina Cachová          | 6 400 pts (PB) |
| 7    | Hongrie     | Xénia Krizsán             | 6 367 pts      |
| 8    | Autriche    | Verena Preiner            | 6 337 pts (PB) |

## Légende
Records et Performances
- AR : Record continental (area record)
- CR : Record des championnats (championship record)
- MR : Record du meeting (meet record)
- NR : Record national (national record)
- OR : Record olympique (olympic record)
- PR : Record paralympique (paralympic record)
- PB : Record personnel (personal best)
- SB : Meilleure performance personnelle de la saison (season's best)
- WL : Meilleure performance mondiale de l'année (world leader)
- WJR : Record du monde junior (world junior record)
- WR : Record du monde (world record)

Circonstances et Conditions
- DNF : N'a pas terminé (did not finish)
- DNS : N'a pas pris le départ (did not start)
- DQ : Disqualification (disqualification)
- NM : Aucun essai valable enregistré (No Mark)
- Q : Qualifié « directement » au prochain tour (ou à la prochaine compétition), lors d'une compétition majeure, grâce au classement ou à la réalisation des minima (automatic qualifier)
- q : Qualifié au prochain tour (ou à la prochaine compétition), lors d'une compétition majeure, grâce au repêchage ou à la réalisation de l'une des meilleures performances parmi celles des « non qualifiés directement » (grâce au meilleur temps ou à la meilleure distance par exemple) (secondary qualifier)

EUR Record européen U23 | NUR Record national U23